# Branwen

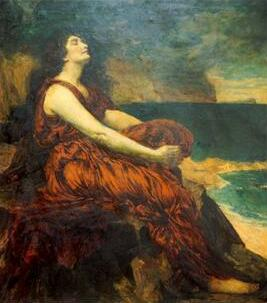
Christopher Williams, Branwen, 1915

Branwen je postava velšské mytologie, sestra Brana a Manawydana. Její manželství s irským králem Matholwchem skončilo nešťastně v důsledku intrik a nakonec zemřela žalem. Druhá větev Mabinogi se po ní nazývá Branwen, dcera Llŷrova. Její jméno vychází z bran „vrána, krkavec“ a (g)wen „bílý, světlý, jasný“.
Podle Stevena O´Briena jsou Bran a Manawydana formou Božských Blíženců a Branwen je tak jejich božskou sestrou, analogickou postavám jako je Rhiannon, Macha nebo Badb.

## Příběh
V druhé větvi Mabinogi se vypráví o dětech Llŷrových: obrovi Branovi, Manawydanovi a krásné Branwen. Bran byl králem v Harlechu a jednoho dne k jeho sídlu dorazilo třináct lodí s irským králem Matholwchem, který chce uzavřít spojenectví. Oba bratři souhlasili a zároveň za krále provdali svoji sestru Branwen. Celou událost však pokazila zášť Efnisiena, nevlastního bratra dětí Llŷrových, který zmrzačil koně irského krále. Bran pak na důkaz lítosti Matholwchovi daroval stříbro, zlato a kouzelný kotel oživující padlé bojovníky.
Branwen následně odjela se svým manželem do Irska a porodila syna Gwerna. Bratři Matholwchova však nepovažovali odčinění zmrzačení koní za dostatečné a došli k závěru, že by za něj měla trpět právě Branwen. Ta byla nakonec zbavena svého postavení a po tři roky sloužila v kuchyni, kde snášela ponižování od kuchaře a kuchtíků. Aby se její rodina o takovém zacházení nedozvěděla, přerušili Irové veškerý obchod, ale Branwen vycvičila špačka, který předal do Walesu její zprávu. Její příbuzní se pak vydali na válečnou výpravu do Irska a donutili Matholwcha vrátit královně její postavení a Gwerna učinit dědicem. Když však Efnisien z žárlivosti hodil Gwerna do ohně, vypukla opět válka, kterou Velšané vyhráli, ale Branwen po návratu domů zemřela žalem nad tím, co všechno kvůli ní bylo zničeno.